# 干涉 (物理学)

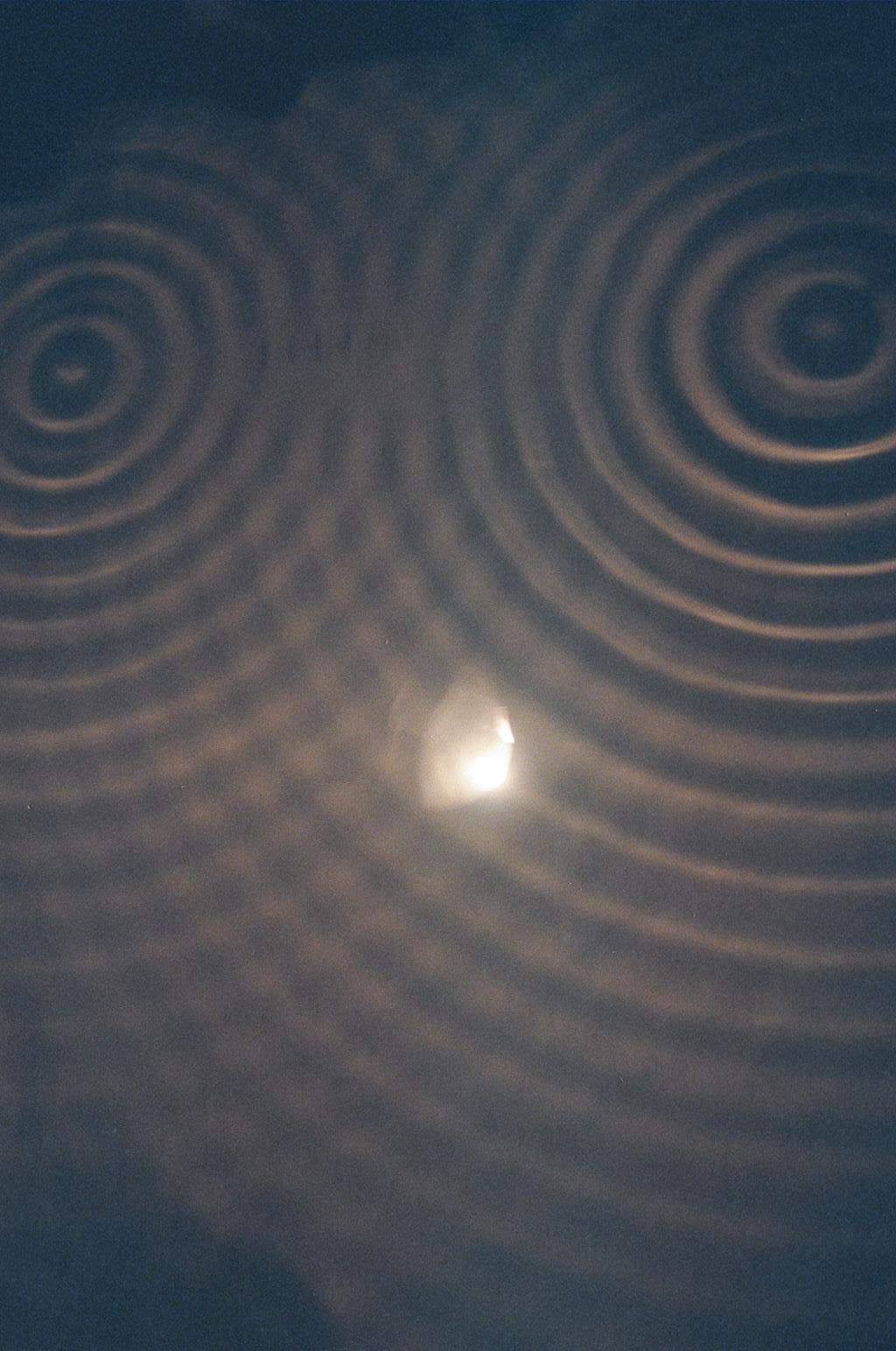
在水波槽裏，兩個點波源共同產生的干涉圖樣。

干涉（英語：Interference）在物理学中，指的是兩列或两列以上的波在空间中重疊時发生叠加，从而形成新波形的現象:425。
例如采用分束器将一束单色光束分成两束后，再让它们在空间中的某个区域内重叠，将会发现在重叠区域内的光强并不是均匀分布的：其明暗程度随其在空间中位置的不同而变化，最亮的地方超过了原先两束光的光强之和，而最暗的地方光强有可能为零，这种光强的重新分布被称作“干涉条纹”。在历史上，干涉现象及其相关实验是证明光的波动性的重要依据:287，但光的这种干涉性质直到十九世纪初才逐渐被人们发现，主要原因是相干光源的不易获得。
为了获得可以观测到可见光干涉的相干光源，人们发明制造了各种产生相干光的光学器件以及干涉仪，这些干涉仪在当时都具有非常高的测量精度：阿尔伯特·迈克耳孙就借助迈克耳孙干涉仪完成了著名的迈克耳孙-莫雷实验，得到了以太风观测的零结果。迈克耳孙也利用此干涉仪測得標準米尺的精確長度，並因此獲得了1907年的諾貝爾物理學獎:980。而在二十世纪六十年代之后，激光这一高强度相干光源的发明使光学干涉测量技术得到了前所未有的广泛应用，在各种精密测量中都能见到激光干涉仪的身影。现在人们知道，两束电磁波的干涉是彼此振动的电场强度矢量叠加的结果，而由于光的波粒二象性，光的干涉也是光子自身的几率幅叠加的结果:1066。

## 產生的条件
| 波的叠加 |          |          |
| 波 1     |          |          |
| 波 2     |          |          |
|          | 相长干涉 | 相消干涉 |

兩列波在同一介質中傳播发生重疊時，重疊範圍內介質的質點同時受到兩個波的作用。若波的振幅不大，此時重疊範圍內介質質點的振動位移等於各別波動所造成位移的矢量和，这稱為波的叠加原理:425。若兩波的波峰（或波谷）同時抵達同一地點，稱兩波在該點同相，干涉波會產生最大的振幅，稱為相長干涉（建设性干涉）；若兩波之一的波峰與另一波的波谷同時抵達同一地點，稱兩波在該點反相，干涉波會產生最小的振幅，稱為相消干涉（摧毁性干涉）:427。

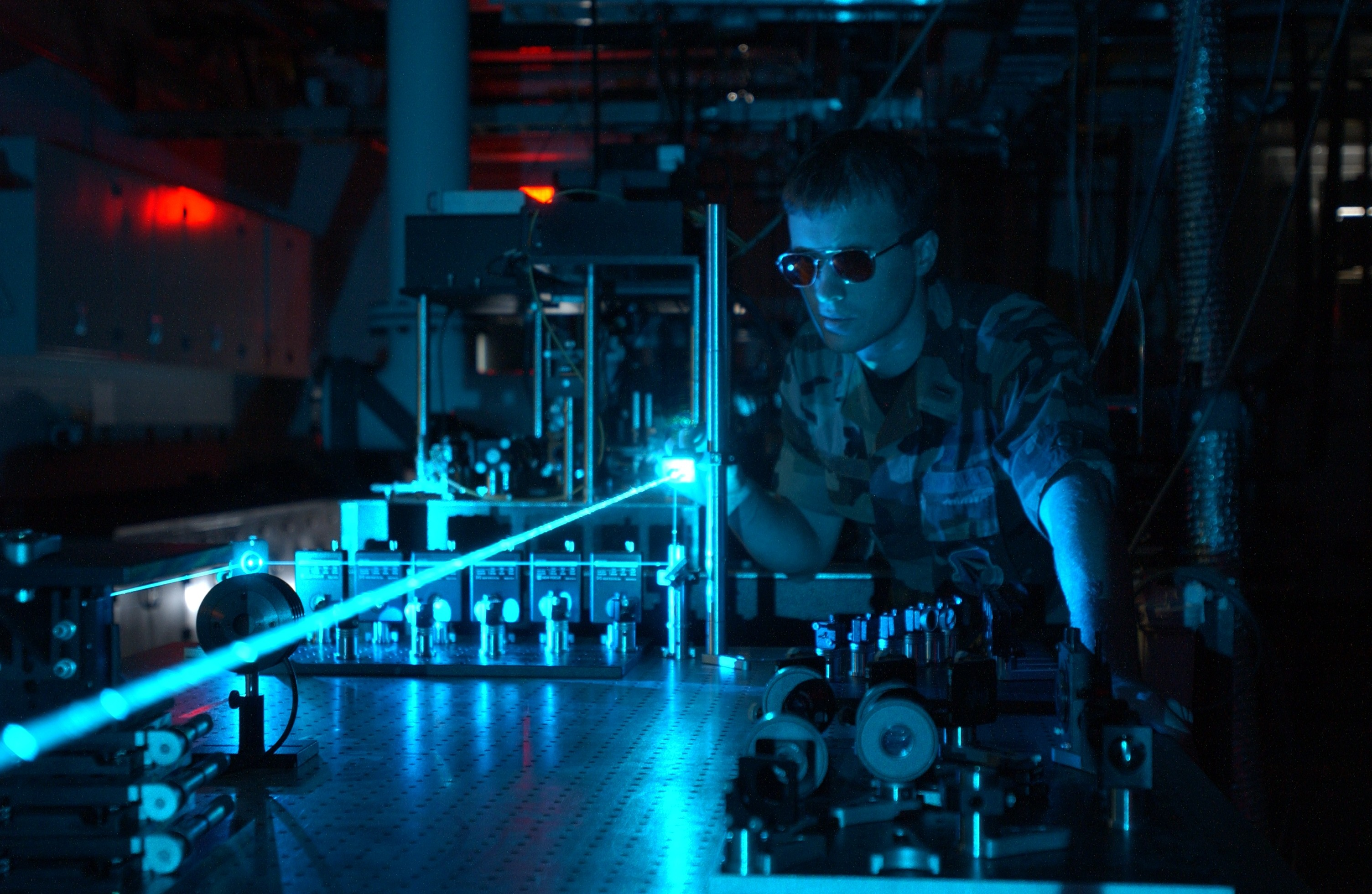
激光的产生机理是受激辐射，它决定了激光本身即具有非常优秀的相干性。

理论上，两列无限长的单色波的叠加总是能产生干涉，但实际物理模型中产生的波列不可能是无限长的，并从波产生的微观机理来看，波的振幅和相位都存在有随机涨落，从而现实中不存在严格意义的单色波。例如太阳所发出的光波出自於光球层的电子与氢原子的相互作用:105，每一次作用的时间都在10−9秒的數量级，则对於两次发生时间间隔较远所产生的波列而言，它们无法彼此发生干涉:590。基于这个原因，可以认为太阳是由很多互不相干的点光源组成的扩展光源。从而，太阳光具有非常宽的频域，其振幅和相位都存在着快速的随机涨落，通常的物理仪器无法跟踪探测到变化如此之快的涨落，因此无法通过太阳光观测到光波的干涉。类似地，对于来自不同光源的两列光波，如果这两列波的振幅和相位涨落都是彼此不相关的，称这两列波不具有相干性:286。相反，如果两列光波来自同一点光源，则这两列波的涨落一般是彼此相关的，此时这两列波是完全相干的。
如要从单一的不相干波源产生相干的两列波，可以采用两种不同的方法：一种称为波前分割法，即对於几何尺寸足够小的波源，让它产生的波列通过并排放置的狭缝，根据惠更斯－菲涅耳原理，这些在波前上产生的子波是彼此相干的；另一种成为波幅分割法，用半透射、半反射的半鍍銀鏡，可以將光波一分為二，製造出透射波與反射波。如此产生的反射波和透射波来自於同一波源，并具有很高的相干性，这种方法对於扩展波源同样适用:286。

## 两列波的干涉

### 基础理论
两束光发生干涉后，干涉条纹的光强分布与两束光的光程差/相位差有关：当相位差{\displaystyle \delta =0,2\pi ,4\pi ,...}时光强最大；当相位差{\displaystyle \delta =\pi ,3\pi ,5\pi ,...}时光强最小。从光强最大值和最小值的和差值可以定义干涉可见度作为干涉条纹清晰度的量度。
光作为电磁波，它的强度{\displaystyle I\,}定义为在单位时间内，垂直於传播方向上的单位面积内能量对时间的平均值，即玻印亭矢量对时间的平均值:287-290:169-170：
{\displaystyle I=\left\langle \mathbf {S} \right\rangle ={\frac {c}{4\pi }}{\sqrt {\frac {\epsilon }{\mu }}}\left\langle \mathbf {E} ^{2}\right\rangle \,}
从而光强可以用{\displaystyle \left\langle \mathbf {E} ^{2}\right\rangle \,}这个量来表征。对於单色光波场，电矢量{\displaystyle \mathbf {E} \,}可以写为
{\displaystyle \mathbf {E} (\mathbf {r} ,t)={\frac {1}{2}}\left[\mathbf {A} (\mathbf {r} )e^{-i\omega t}+\mathbf {A} ^{*}(\mathbf {r} )e^{i\omega t}\right]\,}
这里{\displaystyle \mathbf {A} (\mathbf {r} )\,}是复振幅矢量，在笛卡尔直角坐标系下可以写成分量的形式{\displaystyle \mathbf {A} (\mathbf {r} )=\sum _{i=1}^{3}a_{i}(\mathbf {r} )e^{i\phi _{i}(\mathbf {r} )}\mathbf {e} _{i}\qquad i=1,2,3\,}。
这里{\displaystyle a_{i}(\mathbf {r} )\,}是在三个分量上的（实）振幅，对於平面波{\displaystyle a_{i}(\mathbf {r} )=a_{i}\,}，即振幅在各个方向上是常数。{\displaystyle \phi _{i}(\mathbf {r} )\,}是在三个分量上的相位，{\displaystyle {\boldsymbol {\phi }}(\mathbf {r} )=\mathbf {k} \cdot \mathbf {r} -\delta _{i}\,}，{\displaystyle \delta _{i}\,}是表征偏振的常数。
要计算这个平面波的光强，则先计算电场强度的平方：
{\displaystyle \mathbf {E} ^{2}={\frac {1}{4}}\left[\mathbf {A} ^{2}e^{-2i\omega t}+\mathbf {A} ^{*2}e^{2i\omega t}+2\mathbf {A} \cdot \mathbf {A} ^{*}\right]\,}
对於远大于一个周期的时间间隔内，上式中前两项的平均值都是零，因此光强为
{\displaystyle I=\left\langle \mathbf {E} ^{2}\right\rangle ={\frac {1}{2}}\mathbf {A} \cdot \mathbf {A} ^{*}={\frac {1}{2}}\left(a_{1}^{2}+a_{2}^{2}+a_{3}^{2}\right)\,}
对於两列频率相同的单色平面波{\displaystyle \mathbf {E} _{1}\,}、{\displaystyle \mathbf {E} _{2}\,}，如果它们在空间中某点发生重叠，则根据叠加原理，该点的电场强度是两者的矢量和：
{\displaystyle \mathbf {E} =\mathbf {E} _{1}+\mathbf {E} _{2}\,}
则在该点的光强为
{\displaystyle I=\left\langle \mathbf {E} ^{2}\right\rangle =\left\langle \mathbf {E} _{1}^{2}\right\rangle +\left\langle \mathbf {E} _{2}^{2}\right\rangle +2\left\langle \mathbf {E} _{1}\cdot \mathbf {E} _{2}\right\rangle \,}。
其中{\displaystyle \left\langle \mathbf {E} _{1}^{2}\right\rangle \,}、{\displaystyle \left\langle \mathbf {E} _{2}^{2}\right\rangle \,}是两列波各自独立的光强，而{\displaystyle 2\left\langle \mathbf {E} _{1}\cdot \mathbf {E} _{2}\right\rangle \,}是干涉项。
用{\displaystyle \mathbf {A} \,}、{\displaystyle \mathbf {B} \,}表示两列波的复振幅，则干涉项中{\displaystyle \mathbf {E} _{1}\cdot \mathbf {E} _{2}\,}可以写为
{\displaystyle {\begin{aligned}\mathbf {E} _{1}\cdot \mathbf {E} _{2}&={\frac {1}{4}}\left[\mathbf {A} e^{-i\omega t}+\mathbf {A} ^{*}e^{i\omega t}\right]\left[\mathbf {B} e^{-i\omega t}+\mathbf {B} ^{*}e^{i\omega t}\right]\\&={\frac {1}{4}}\left(\mathbf {A} \cdot \mathbf {B} e^{-2i\omega t}+\mathbf {A} ^{*}\cdot \mathbf {B} ^{*}e^{2i\omega t}+\mathbf {A} \cdot \mathbf {B} ^{*}+\mathbf {A} ^{*}\cdot \mathbf {B} \right)\end{aligned}}\,}
前两项对时间取平均值仍然为零，从而干涉项对光强的贡献为
{\displaystyle 2\left\langle \mathbf {E} _{1}\cdot \mathbf {E} _{2}\right\rangle ={\frac {1}{2}}\left(\mathbf {A} \cdot \mathbf {B} ^{*}+\mathbf {A} ^{*}\cdot \mathbf {B} \right)\,}
根据前面复振幅的定义，{\displaystyle \mathbf {A} \,}、{\displaystyle \mathbf {B} \,}可以在笛卡尔坐标系下分解为
{\displaystyle \mathbf {A} =\sum _{i=1}^{3}a_{i}e^{i\phi _{i}}\mathbf {e} _{i}\qquad i=1,2,3\,}
和
{\displaystyle \mathbf {B} =\sum _{i=1}^{3}b_{i}e^{i\psi _{i}}\mathbf {e} _{i}\qquad i=1,2,3\,}
将分量形式代入上面干涉项的光强，可得
{\displaystyle 2\left\langle \mathbf {E} _{1}\cdot \mathbf {E} _{2}\right\rangle =a_{1}b_{1}\cos(\phi _{1}-\psi _{1})+a_{2}b_{2}\cos(\phi _{2}-\psi _{2})+a_{3}b_{3}\cos(\phi _{3}-\psi _{3})\,}
倘若在各个方向上，两者的相位差{\displaystyle \delta _{i}=\phi _{i}-\psi _{i}\,}都相同并且是定值，即
{\displaystyle \delta =\phi _{1}-\psi _{1}=\phi _{2}-\psi _{2}=\phi _{3}-\psi _{3}={\frac {2\pi }{\lambda }}\Delta L\,}
其中{\displaystyle \lambda \,}是单色光的波长，{\displaystyle \Delta L\,}是两列波到达空间中同一点的光程差。
此时干涉项对光强的贡献为
{\displaystyle 2\left\langle \mathbf {E} _{1}\cdot \mathbf {E} _{2}\right\rangle =(a_{1}b_{1}+a_{2}b_{2}+a_{3}b_{3})\cos \delta =(a_{1}b_{1}+a_{2}b_{2}+a_{3}b_{3})\cos {\frac {2\pi }{\lambda }}\Delta L\,}
光波是电矢量垂直於传播方向的横波，这里考虑一种简单又不失一般性的情形：线偏振光，电矢量位於x轴上，传播方向为z轴方向，则两列波在其他方向上的振幅都为零：
{\displaystyle a_{2}=b_{2}=a_{3}=b_{3}=0\,}
代入总光强公式：
{\displaystyle {\begin{aligned}I&={\frac {1}{2}}a_{1}^{2}+{\frac {1}{2}}b_{1}^{2}+a_{1}b_{1}\cos \delta \\&=I_{1}+I_{2}+2{\sqrt {I_{1}I_{2}}}\cos \delta \end{aligned}}}
因此干涉后的光强是相位差的函数，当{\displaystyle \delta =0,2\pi ,4\pi ,...}时有极大值{\displaystyle I_{\rm {max}}=I_{1}+I_{2}+2{\sqrt {I_{1}I_{2}}}\,}；当{\displaystyle \delta =\pi ,3\pi ,5\pi ,...}时有极小值{\displaystyle I_{\rm {min}}=I_{1}+I_{2}-2{\sqrt {I_{1}I_{2}}}\,}。
特别地，当两列波光强相同即{\displaystyle I_{1}=I_{2}=I_{0}\,}时，上面公式可化简为
{\displaystyle I=4I_{0}\cos ^{2}{\frac {\delta }{2}}\,}，此时对应的极大值为{\displaystyle 4I_{0}\,}，极小值为0。
显然，对於不同的干涉情形，产生的极大值和极小值差异是不同的。由此可以定义条纹的可见度{\displaystyle {\mathcal {V}}\,}作为条纹清晰度的量度：
{\displaystyle {\mathcal {V}}={\frac {I_{max}-I_{min}}{I_{max}+I_{min}}}\,}，即可见度的范围为0到1之间。
虽然以上的讨论是基于两列波都是线偏振光的假设，但对於非偏振光也成立，这是由于自然光可以看作是两个互相垂直的线偏振光的叠加。

### 波前分割干涉（分波前干涉[8]）

#### 杨氏双缝

杨氏双缝实验的几何示意图

英國物理學者托马斯·杨於1801年做实验演示光的干涉演示，稱為楊氏雙縫实验。这实验对於光波动说給出有力支持，由于实验观测到的干涉条纹是艾薩克·牛頓所代表的光微粒说无法解释的现象，双缝实验使大多数的物理学家从此逐渐接受了光波动说。杨氏双缝的实验设置如右图所示，从一个点光源出射的单色波传播到一面有两条狭缝的擋板，两条狭缝到点光源的距离相等，并且两条狭缝间的距离很小。由于点光源到这两条狭缝的距离相等，这两条狭缝就成为了同相位的次级单色点光源，从它们出射的相干光发生干涉，因此可以在远距离的屏上得到干涉条纹:964:290-292。
如果两条狭缝之间的距离为{\displaystyle a\,}，狭缝到观察屏的垂直距离为{\displaystyle d\,}，则根据几何关系，在观察屏上以对称中心点为原点，坐标为{\displaystyle (x,y)\,}处两束相干光的光程分别为
{\displaystyle L_{1}={\sqrt {d^{2}+y^{2}+(x-{\frac {a}{2}})^{2}}}\,}
{\displaystyle L_{2}={\sqrt {d^{2}+y^{2}+(x+{\frac {a}{2}})^{2}}}\,}
当狭缝到观察屏的垂直距离{\displaystyle d\,}远大于{\displaystyle x\,}时，这两条光路长度的差值可以近似在图上表示为：从狭缝1向光程2作垂线所构成的直角三角形中，角{\displaystyle \alpha ^{\prime }\,}所对的直角边{\displaystyle \Delta s\,}。而根据几何近似，这段差值为
{\displaystyle \Delta s=a\sin \alpha ^{\prime }\approx a{\frac {x}{d}}\,}
如果实验在真空或空气中进行，则认为介质折射率等于1，从而有光程差{\displaystyle \Delta L=\Delta s=a{\frac {x}{d}}\,}，相位差{\displaystyle \delta ={\frac {2\pi }{\lambda }}{\frac {ax}{d}}\,}。
根据前文结论，当相位差{\displaystyle \delta \,}等于{\displaystyle 2m\pi ,\quad |m|=0,1,2,...\,}时光强有极大值，从而当{\displaystyle x={\frac {md\lambda }{a}},\quad |m|=0,1,2,...\,}时有极大值；当相位差{\displaystyle \delta \,}等于{\displaystyle 2m\pi ,\quad |m|={\frac {1}{2}},{\frac {3}{2}},{\frac {5}{2}},...\,}时光强有极小值，从而当{\displaystyle x={\frac {md\lambda }{a}},\quad |m|={\frac {1}{2}},{\frac {3}{2}},{\frac {5}{2}},...\,}时有极小值。从而杨氏双缝干涉会形成等间距的明暗交替条纹，间隔为{\displaystyle {\frac {d\lambda }{a}}\,}。

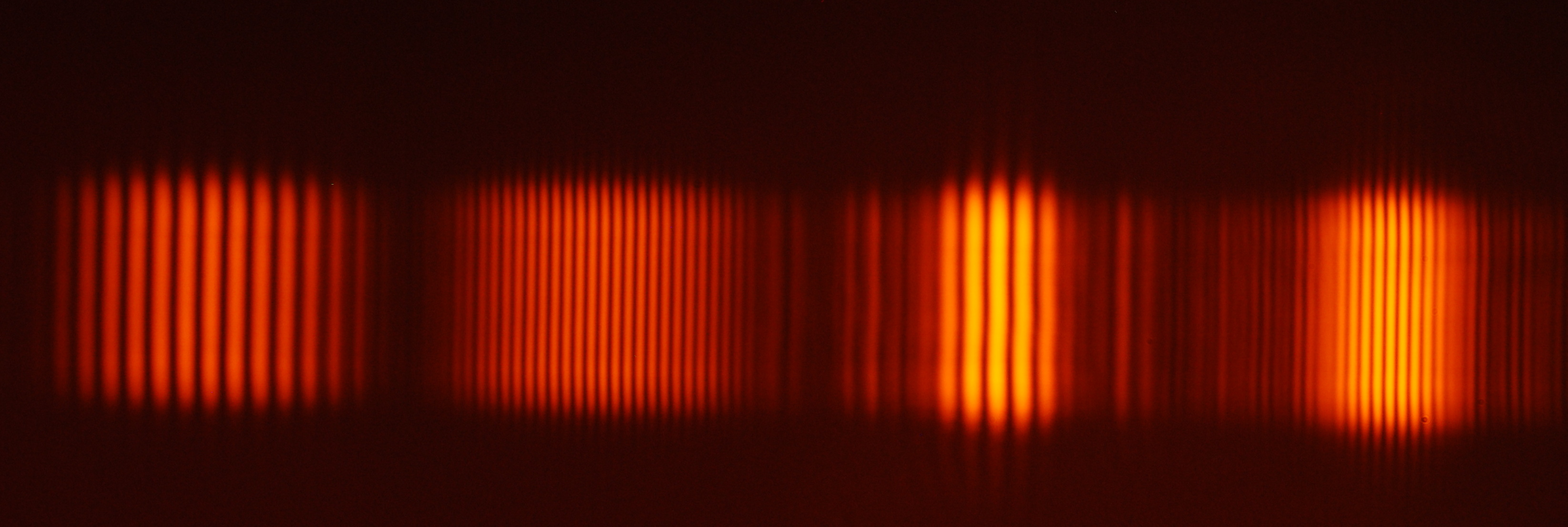
不同狭缝间距情形下的双缝干涉的明暗相间条纹，左起第一和第三张图对应的狭缝间距a = 0.250mm，第二和第四张图对应的狭缝间距a = 0.500mm。照片中所看到的中央亮纹要比两边的亮条纹明亮，则是因为狭缝的衍射效应。

若在双缝干涉中增加狭缝在两条狭缝连线上的线宽，以至於狭缝无法看作是一个点光源，此时形成的扩展光源可以看作是多个连续分布的点光源的集合。这些点光源由于彼此位置不同，在屏上同一点将导致不同的相位差，将有可能导致各个点光源干涉的极大值和极小值点重合，这就导致了条纹可见度的下降。

#### 菲涅耳双面镜

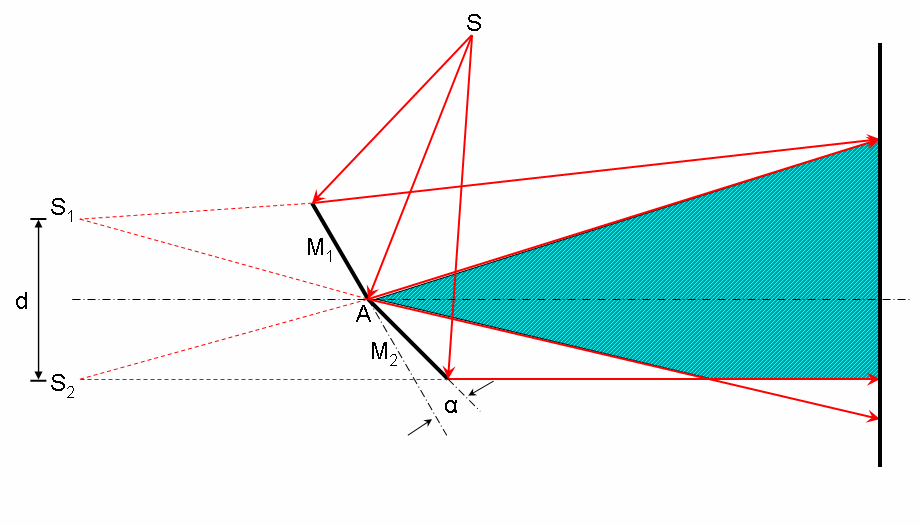
菲涅耳双面镜干涉的几何示意图

菲涅耳双面镜（Fresnel double mirror）是一种可以直接产生两个相干光源的仪器。菲涅耳双面镜是两个长度相同的平面镜M1、M2的组合，两个平面镜的摆放相对位置成一个很小的倾角α。当光波从点光源S的位置入射到两个镜面发生各自的反射后，分别形成了两个虚像S1和S2。由于它们是同一光源的虚像，因此是相干光源，左图中蓝色阴影的部分即为两束光的干涉区域:292-293:12-13。
从图中可见菲涅耳双面镜干涉的几何关系与杨氏双缝相同，因此只要求得两个虚像间的距离d就可以推知干涉条纹的位置。如果设光源S到两个平面镜交点A的距离为b，根据镜面对称可知两个相干光源到镜面交点的距离也等于b，即{\displaystyle S_{1}A=S_{2}A=SA=b\,}，
而虚光路S1A、S2A和平分线（图中水平的点划线）的夹角都等于平面镜倾角α，从而有{\displaystyle d=2b\sin \alpha \,}。
这个距离等效於杨氏双缝中两条狭缝的间距，代入上文中公式即可得到干涉条纹的位置。光波入射到两个镜面时各自都会发生{\displaystyle \pi \,}的反射相变，从而不会影响两者最终的相位差，因此菲涅耳双面镜干涉条纹的形状与杨氏双缝完全相同，都是等间距的明暗相间条纹，中间为零级亮纹。

#### 菲涅耳双棱镜

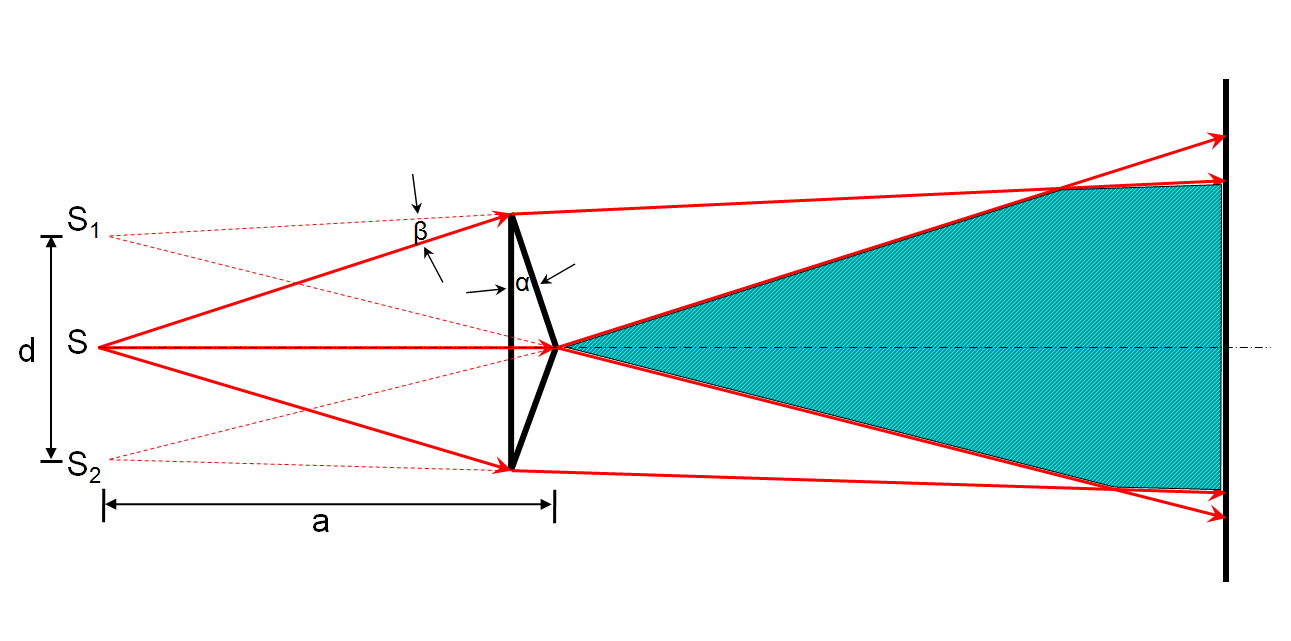
菲涅耳双棱镜干涉的几何示意图

菲涅耳双棱镜（Fresnel double prism）是一种类似於菲涅耳双面镜的形成相干光源的仪器，它由两块相同的薄三棱镜底面相合而构成，三棱镜的折射角很小，并且两者的折射棱互相平行。当位於对称轴上的点光源S发出光时，入射光在两块棱镜的作用下部分向上折射，部分向下折射，从而形成两个对称的虚像，这两个虚像即为两个相干光源:293-294。
如果三棱镜的顶角为α，折射率为n，则当α很小时光线因折射的偏折角度{\displaystyle \beta \approx \alpha (n-1)\,}。
如果点光源S到三棱镜的距离为a，则根据几何关系可知两个相干光源间的距离为
{\displaystyle d=2a\tan \beta \approx 2a\beta =2a\alpha (n-1)\,}
以下关于条纹间距的计算和杨氏双缝相同。

#### 洛埃镜
洛埃镜（Lloyd mirror），又译劳埃德镜、劳埃镜，是一种更简单的波前分割干涉仪器，本质为一块平置的平面镜M。点光源S位於离平面镜M较远且相当接近平面镜所在平面的地方，因此入射光倾角非常小。点光源S和它在平面镜所成虚像S'形成了一对相干光源。根据图中几何关系，若点光源S到镜平面的距离为d，则两个相干光源间的距离为2d。由于两条相干光路中其中一条经过了镜面反射，因此只有一束相干光发生了{\displaystyle \pi \,}的反射相变，出于这个原因干涉条纹的正中为零级暗纹:293。

#### 迈克耳孙测星干涉仪

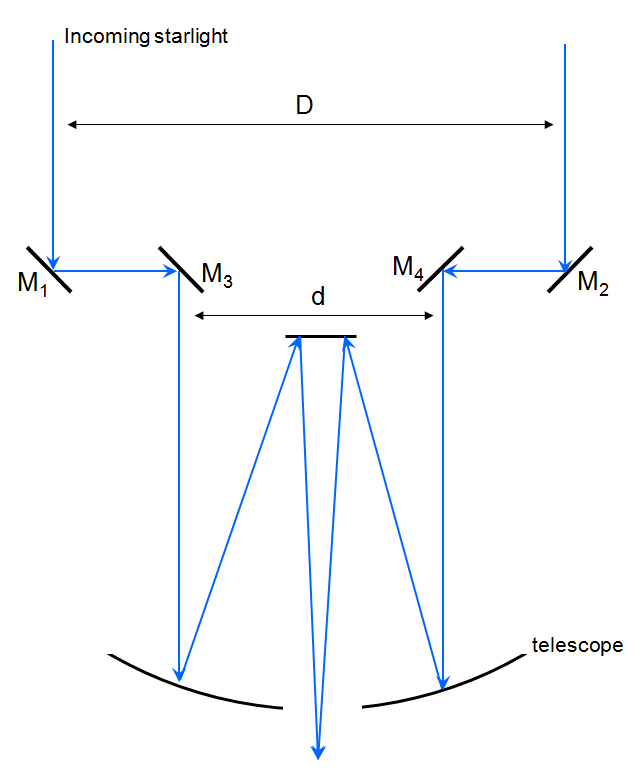
迈克耳孙测星干涉仪的基本光路图

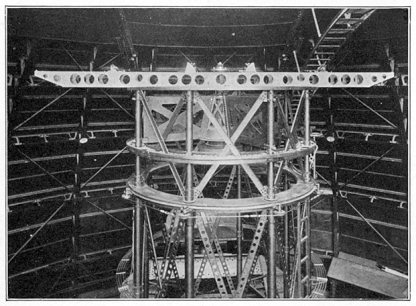
架设在胡克望远镜上的迈克耳孙测星干涉仪，现保存於美国自然历史博物馆

迈克耳孙测星干涉仪（Michelson stellar interferometer）是利用干涉条纹的可见度随扩展光源的线度增加而下降的原理（参见下文空间相干性一节）来测量恒星角直径的干涉仪:302-308:221-223。其基本光路如右图所示，它的概念首先由美国物理学家阿尔伯特·迈克耳孙和法国物理学家阿曼德·斐索在1890年提出，并由迈克耳孙和美国天文学家弗朗西斯·皮斯於1920年在威尔逊山天文台首次用干涉仪对恒星的角直径进行了测量。迈克耳孙测星干涉仪的长度约为6米，架设在口径为2.5米的胡克望远镜之上。其中两面平面镜M1、M2的最大间距为6.1米，并且是可调的；而平面镜M3、M4的位置是固定的，等於1.14米。当有星光入射到干涉仪上时，两组平面镜所构成的光路是等光程的，从而会形成等间距的干涉直条纹，而条纹间距为
{\displaystyle \Delta x={\frac {\lambda f}{d}}\,}
这里{\displaystyle f\,}是望远镜的焦距，{\displaystyle d\,}是平面镜M3和M4之间的距离。而平面镜M1和M2之间的距离相当於扩展光源的线度，当M1和M2靠得很近时干涉条纹的可见度接近於1，随着两者间距增加可见度会逐渐下降为零。如果认为恒星是一个角直径为{\displaystyle 2\alpha \,}，光强均匀分布的圆形光源，其可见度由下面公式给出
{\displaystyle {\mathcal {V}}={\frac {2J_{1}(u)}{u}}\,}，
其中{\displaystyle u=2\pi \alpha D/\lambda \,}，{\displaystyle J_{1}(u)\,}是贝塞尔函数。随着逐渐增加平面镜M1和M2之间的距离{\displaystyle D\,}，当满足下面关系时，可见度首次降为零：
{\displaystyle D=1.22{\frac {\lambda }{2\alpha }}\,}
迈克耳孙测星干涉仪首次成功测量的恒星是参宿四，测得其角直径为0.047弧度秒，根据它到太阳的距离（约600光年）就可得到它的直径约为4.1×108千米，是太阳直径的300倍。事实上，这一台迈克耳孙测星干涉仪所能测量的都是直径在太阳直径数百倍的巨星，因为测量体积更小的恒星要求更大的M1和M2之间的距离，架设一台如此庞大的干涉仪对当时的技术而言相当困难。

### 振幅分割干涉（分振幅干涉）

#### 等倾干涉

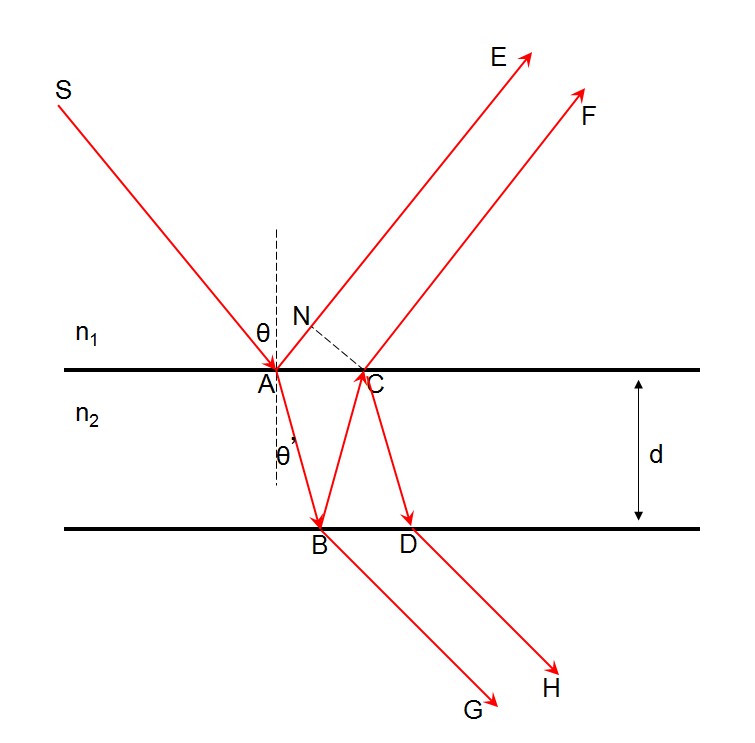
平行平面板的等倾干涉光路图

如右图所示，一个单色点光源S所发射的电磁波入射到一块透明的平行平面板上。在平行平面板的上表面发生反射和折射，而折射光其后又被下表面反射，反射光再被上表面折射到原先介质中。这条折射光必然会与另一条直接被上表面反射的反射光重合於空间中某一点，由于它们都是同一波源发出的电磁波的一部分，因此是相干光，这时会形成非定域的干涉条纹。若光源为扩展光源，一般而言干涉条纹的可见度会下降，但若考虑两条反射光平行的情形，即重合点在无限远处，此时会形成定域的等倾干涉条纹:313-318:14-16。根据几何关系，两束光的光程差可以表示为
{\displaystyle \Delta L=n_{2}({\overline {AB}}+{\overline {BC}})-n_{1}{\overline {AN}}\,}
其中{\displaystyle n_{2}\,}是平行平面板的折射率，{\displaystyle n_{1}\,}是周围介质的折射率。具体长度可以表示为
{\displaystyle {\overline {AB}}={\overline {BC}}={\frac {d}{\cos \theta ^{\prime }}}\,}，
{\displaystyle {\overline {AN}}={\overline {AC}}\sin \theta \,}
其中{\displaystyle d\,}是平行平面板的厚度，{\displaystyle \theta \,}是入射角，{\displaystyle \theta ^{\prime }\,}是折射角，两者满足折射定律。
这样得到的光程差为{\displaystyle \Delta L=2n_{2}d\cos \theta ^{\prime }\,}，对应的相位差为{\displaystyle \delta ={\frac {4\pi }{\lambda }}n_{2}d\cos \theta ^{\prime }\,}，另外考虑到发生於上表面或下表面的反射相变，相位差应为
{\displaystyle \delta ={\frac {4\pi }{\lambda }}n_{2}d\cos \theta ^{\prime }\pm \pi \,}。
干涉条件為{\displaystyle 2n_{2}d\cos \theta ^{\prime }\pm {\frac {\lambda }{2}}=m\lambda \,}，當m是整数時，則有亮条纹，當m是半整数時，則有暗条纹。
由此，每一条条纹都对应一个特定的折射角/入射角，从而被称作「等倾干涉」。如果观测方向垂直於平行平面板，则可以观察到一组同心圆的干涉条纹。
此外，从平行平面板下表面透射的两束平行光也会形成等倾干涉，但由于不存在反射相变，相位差不需要添加{\displaystyle \pm \pi \,}项，从而导致透射光的干涉条纹的明暗位置与反射光完全相反。

#### 等厚干涉

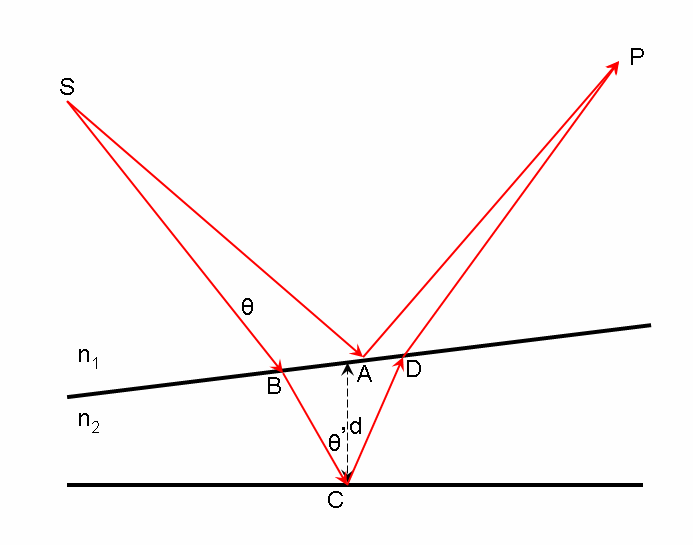
薄膜的等厚干涉光路图

若等倾干涉中的平行平面板两个表面不是严格平行的，如右图所示，则对於单色点光源S的出射光，其上下表面的反射光总会在空间中某一点P上形成干涉，并且其干涉条纹是非定域的:318-325:17-23。此时这两束光的光程差可以写为
{\displaystyle \Delta L=n_{1}({\overline {SB}}+{\overline {DP}}-{\overline {SA}}-{\overline {AP}})+n_{2}({\overline {BC}}+{\overline {CD}})\,}
类似地，{\displaystyle n_{1}\,}是周围介质的折射率，{\displaystyle n_{2}\,}是平行平面板的折射率。
一般来说这个计算相当困难，但在平行平面板足够薄，且两面夹角足够小的情形下（例如薄膜），光程差可近似得出为
{\displaystyle \Delta L=2n_{2}d\cos \theta ^{\prime }\,}
其中{\displaystyle d\,}是薄膜在反射点C的厚度，{\displaystyle \theta ^{\prime }\,}是在该点的反射角。从而对应的相位差{\displaystyle \delta ={\frac {4\pi }{\lambda }}n_{2}d\cos \theta ^{\prime }\,}。
若光源为扩展光源，则会使干涉光在点P的相位差范围扩大，从而导致条纹可见度下降，但例外情形是点P位於薄膜表面：此时对从扩展光源各点出射的干涉光而言厚度{\displaystyle d\,}都是相同的，当{\displaystyle \cos \theta ^{\prime }\,}变化范围很小时，干涉条件可写为
{\displaystyle 2n_{2}d{\overline {\cos \theta ^{\prime }}}\pm {\frac {\lambda }{2}}=m\lambda \,}
当m为整数时有干涉极大，m为半整数时有干涉极小。其中{\displaystyle {\overline {\cos \theta ^{\prime }}}\,}是对扩展光源各点取平均得到的{\displaystyle \cos \theta ^{\prime }\,}的平均值，而{\displaystyle \pm {\frac {\lambda }{2}}\,}项的存在是考虑到反射相变。如果{\displaystyle {\overline {\cos \theta ^{\prime }}}\,}是常数，则条纹是薄膜中厚度为常数的点的连线，这被称作等厚条纹。等厚干涉经常被用来检测光学表面的厚度是否均匀，对正入射的情形，{\displaystyle {\overline {\cos \theta ^{\prime }}}=1\,}，则干涉极小条件为
{\displaystyle d={\frac {m\lambda }{2}}\quad m=0,1,2,...\,}，即对於相邻明条纹，在该点的厚度差为{\displaystyle {\frac {\lambda }{2}}\,}；若表面厚度绝对均匀，则在表面上无干涉条纹。
等厚干涉的一个例子是劈尖干涉，即光线垂直入射到劈形的薄膜上，若劈尖的折射率为{\displaystyle n\,}，则根据前面结论干涉条件为
{\displaystyle 2nd\pm {\frac {\lambda }{2}}=m\lambda \,}
其中m为整数时是亮条纹，m为半整数时是暗条纹，条纹是一组平行於劈尖棱边的平行线，并且棱边上是零级暗纹。相邻明条纹对应的厚度差因而为{\displaystyle {\frac {\lambda }{2n}}\,}。
进一步可得出条纹间距{\displaystyle {\frac {\lambda }{2n}}/\sin \alpha \approx {\frac {\lambda }{2n\alpha }}\,}，其中{\displaystyle \alpha \,}是劈角，即劈尖干涉的条纹等间距。

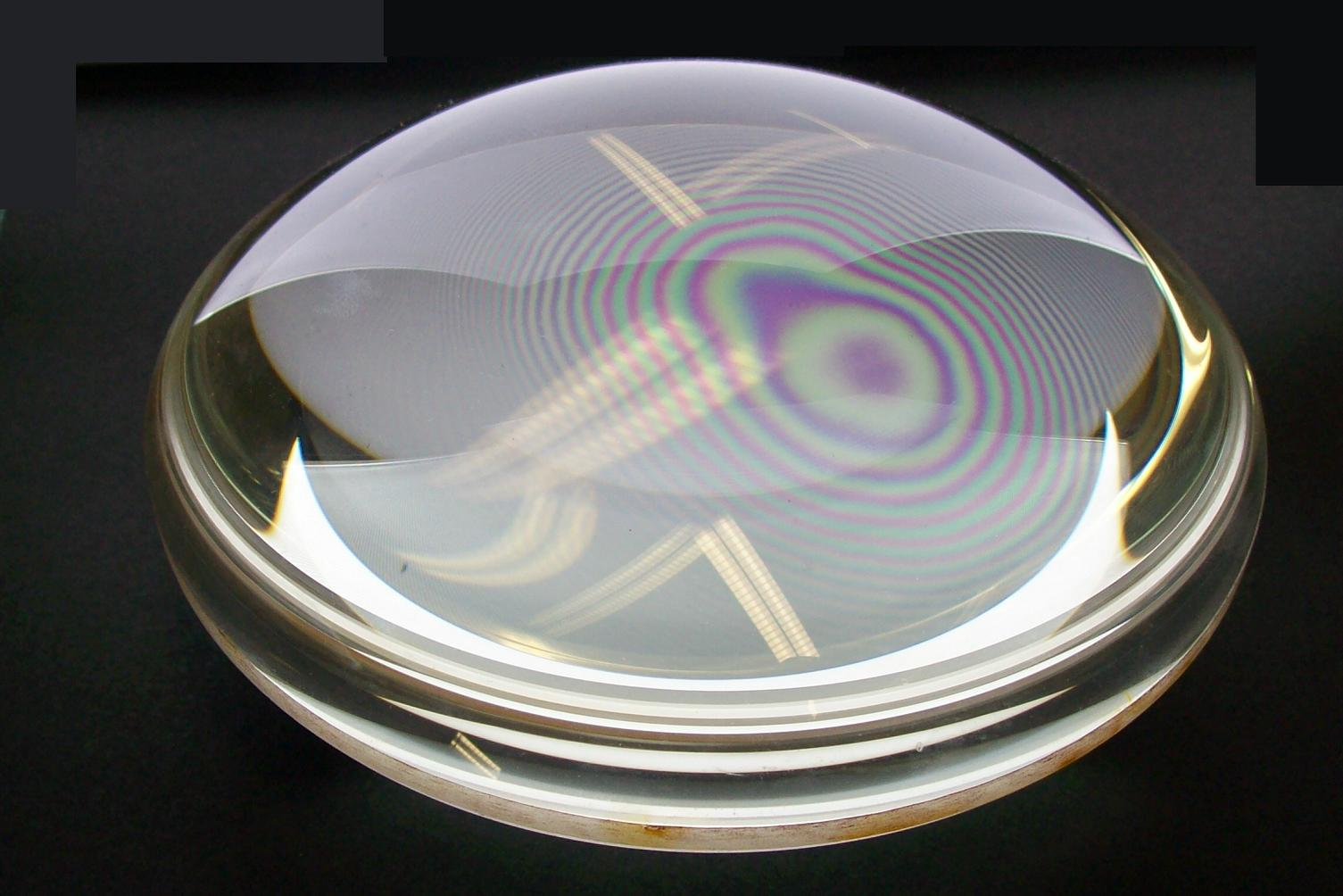
牛顿环实例

等厚干涉的另一个著名例子是牛顿环。如右图所示，它是将一个曲率半径很大的透镜的凸表面置於一个玻璃平面上，并由平行光垂直入射而形成的干涉条纹。此时凸透镜和玻璃平面间的间隙形成了空气（折射率近似为1）为介质的劈尖，从而干涉条件为
{\displaystyle 2d\pm {\frac {\lambda }{2}}=m\lambda \,}，其中m为整数时是亮条纹，m为半整数时是暗条纹。其干涉条纹是一组同心圆，并且中心为零级暗纹。
设透镜的曲率半径为{\displaystyle R\,}，则条纹半径{\displaystyle r\,}与劈尖厚度{\displaystyle d\,}满足关系
{\displaystyle r^{2}=R^{2}-(R-d)^{2}=2Rd-d^{2}\approx 2Rd\,}
从而可以得到干涉条纹的半径为{\displaystyle r={\sqrt {mR\lambda }}\,}，其中m为整数时是暗条纹，m为半整数时是亮条纹。由此可知牛顿环从中心向外条纹的间隔越来越密。

#### 迈克耳孙干涉仪
迈克耳孙干涉仪是典型的波幅分割干涉仪，它通过将一束入射光分为两束后，两束相干光各自被对应的平面镜反射回来从而发生波幅分割干涉:334-336:24-26。两束干涉光的光程差可以通过调节干涉臂长度以及改变介质的折射率来实现，从而能够形成不同的干涉图样。迈克耳孙干涉仪的著名应用是美国物理学家迈克耳孙和爱德华·莫雷使用它在1887年进行了著名的迈克耳孙－莫雷实验，得到了以太风测量的零结果。另外，迈克耳孙还用它首次系统研究了光谱线的精细结构，並且用它在標準米尺與譜線波長之間做直接比較。
右图是迈克耳孙干涉仪的基本构造：从光源到光检测器之间存在有两条光路：一束光被分束器（例如一面半透半反镜）反射后入射到上方的平面镜后反射回分束器，之后透射过分束器被光检测器接收；另一束光透射过分束器后入射到右侧的平面镜，之后反射回分束器后再次被反射到光检测器上。通过调节平面镜的前后位置，可以对两束光的光程差进行调节。值得注意的是，被分束器反射的那一束光前后共三次通过分束器，而透射的那一束光只通过一次。对於单色光而言只需调节平面镜的位置即可消除这个光程差；但对於复色光而言，在分束器介质内不同波长的色光会发生色散，从而需要在透射光的光路中放置一块材料和厚度与分束器完全相同的玻璃板，称作补偿板，如此可消除这个影响。
当两面平面镜严格垂直时，单色光源会形成同心圆的等倾干涉条纹，并且条纹定域在无穷远处。如果调节其中一个平面镜使两束光的光程差逐渐减少，则条纹会向中心亮纹收缩，直到两者光程差为零而干涉条纹消失。若两个平面镜不严格垂直且光程差很小时，光源会形成定域的等厚干涉条纹，其为等价於劈尖干涉的等距直条纹。

#### 马赫-曾德尔干涉仪

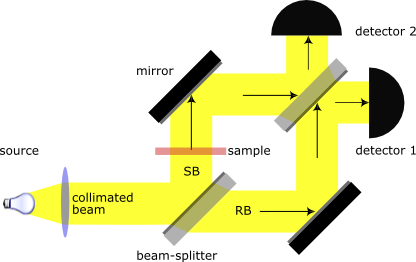
馬曾干涉儀實驗範例：鏡子的表面以深灰色表示，全鍍銀鏡與半鍍銀鏡的後部分別以黑色與淡灰色表示。在兩條路徑中的一條路徑置入了樣品。

迈克耳孙干涉仪中，分束器被用来使两束相干光重新会合发生干涉，而倘若采用另外一块独立的半透半反镜来使两束光重新会合，则可构造成马赫-曾德尔干涉仪:348-352:26-27。它是由德国物理学家路德维希·马赫和路德维·曾德尔於十九世纪末设计的，其基本光路如左图所示：光源位於透镜的焦平面上，从透镜出射的平行光入射到第一面半透半反镜上分为两束，各自经一面平面镜反射后在完全相同的第二面半透半反镜重新会合，之后在两个方向上的光检测器都能发生干涉。通常，干涉仪中四个反射面需要被尽量设置为严格平行，并且四个反射点构成一个平行四边形以保证准直。由此，两列干涉臂的长度差异高度影响着两个方向上的光检测器所接收到的干涉信号，任何一个微小的光程差变化都会导致入射光能量的重新分配。当两列干涉臂的光程完全相等，并考虑光波在半透半反镜和平面镜上反射产生的多次半波损失，则可知此时两列相干光在光检测器1的光路上有相长干涉，所有入射光的能量都将进入光检测器1；而在光检测器2的光路上有相消干涉，没有入射光能量进入光检测器2。
在实际操作中，若其中一块半透半反镜和平面镜之间稍有倾斜，则会形成类似迈克耳孙干涉仪的劈尖干涉，即得到定域的平行等距直条纹。
通过测量光程差改变引起的光检测器所接收到的光强变化，马赫-曾德尔干涉仪经常用於测量可压缩气流中折射率的变化。即对於两条相干光路，其中一条作为参考光路，另一条置於待测气流中作为测试光路，从而可测得气流的折射率改变，进一步即可得到待测气流的密度改变。

### 相干性
在迈克耳孙干涉仪或马赫-曾德尔干涉仪这样的波幅分割干涉装置中，虽然两束光来自同一光源，但在实验中会发现如果過度增加两束光的光程差，会导致干涉条纹的可见度下降直至条纹消失；而在杨氏双缝干涉中，如果逐渐扩展两条狭缝彼此之間的距離，也会导致干涉条纹可见度的下降并最终消失。这种干涉条纹最终消失的现象是由于相干性，前者是由于实际的光波并非严格的无限长单色波列，它具有有限的縱向相干長度:149-150；后者是由于扩展光源造成了橫向相干長度減小，因此空间中不同点之间彼此的相干性下降:150-152。例如在迈克耳孙干涉仪中，一列有限长度的入射波进入干涉仪后被分成长度相等的两列波，如果干涉仪两臂的光程差大于这两列波的长度，则对於这一入射波而言它产生的两列分波无法发生干涉，即两列波没有相干性。从而在任意时刻，到达空间中某一点的所有波列都来自不同的入射波的叠加，而这些入射波本身具有随机的相位和振幅涨落，在可观测时间内它们的叠加不产生干涉:148-150。

#### 时间相干性

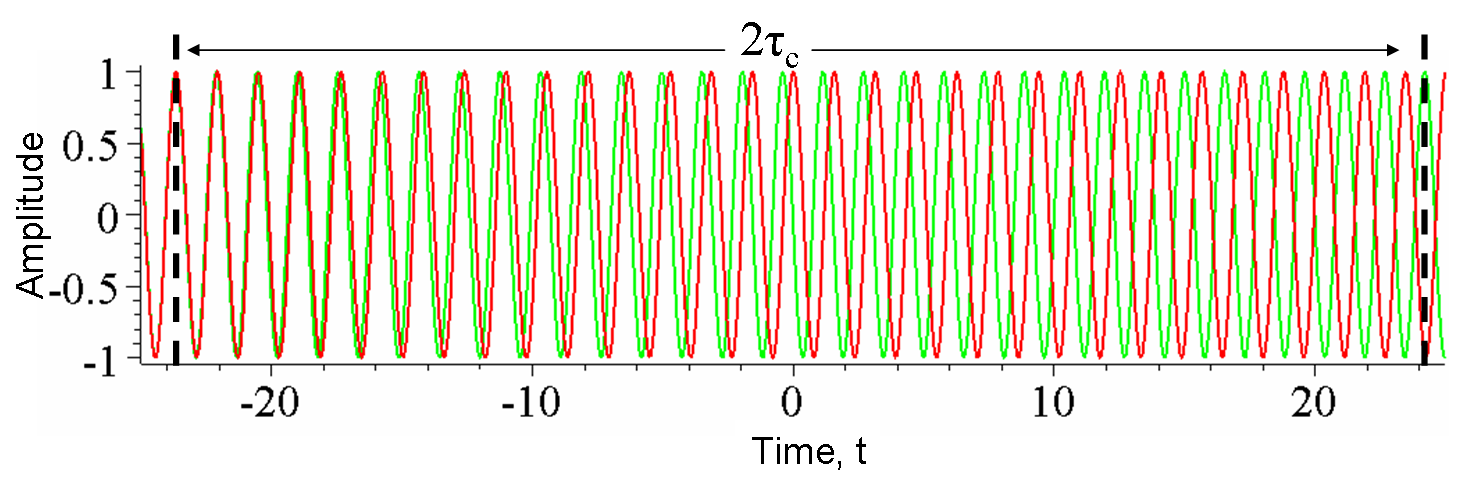
隨著時間 的變化，在時間 內，一個相位顯著飄移的波的振幅（紅色），與延遲了時間 的振幅（綠色）。在任何設定時間 ，紅色波會與延遲的綠色複製波互相干涉。可是由於一半的時間，紅色波與綠色波同相位，另外一半時間，兩個波異相位，所以，對於這個延遲，隨著時間平均的干涉等於零。

时间相干性是光波单色性的一种反映，如果光波的单色性越好则它具有越好的时间相干性。也就是说，对於一列光波，将它延迟一段时间后再将其与自身延迟后的版本发生干涉，如果延迟的这段时间即使很大，而它仍然能与自身发生干涉，则称这列波或对应的波源有很好的时间相干性。对於严格的无限长单色波，无论延迟多久它仍然能与自身发生干涉；而对於实际的有限长波列超过一段特定时间之后则无法发生干涉，这段时间被称作相干时间，它也就是这列光波的持续时间。根据定义，自相关函数可以用來描述时间相干性:352-359:47-49。
设有限长波列{\displaystyle F(t)=f_{0}e^{-2i\pi \nu _{0}t}\,}，其持续时间为{\displaystyle \Delta \tau \,}，即当{\displaystyle |t|>{\frac {\Delta \tau }{2}}\,}时，{\displaystyle F(t)=0\,}。对这个波列做傅里叶变换，可得它的频谱为
{\displaystyle {\begin{aligned}f(\nu )&=f_{0}\int _{-{\frac {\Delta \tau }{2}}}^{\frac {\Delta \tau }{2}}e^{2i\pi (\nu -\nu _{0})t}\,dt\\&=f_{0}\Delta \tau \left[{\frac {\sin {\pi (\nu -\nu _{0})\Delta \tau }}{\pi (\nu -\nu _{0})\Delta \tau }}\right]\end{aligned}}}
这个积分的结果是一个归一化的Sinc函数，而频谱的模平方{\displaystyle |f(\nu )|^{2}\,}（功率谱）对应着光强。从函数可知光强的第一个零值对应着{\displaystyle \nu -\nu _{0}=\pm {\frac {1}{\Delta \tau }}\,}。
从而得到这列有限长波列的频率范围{\displaystyle \Delta \nu \sim {\frac {1}{\Delta \tau }}\,}，即波列的频率范围近似为波列持续时间的倒数。事实上，实际的光波满足关系{\displaystyle \Delta \tau \Delta \nu \geqq {\frac {1}{4\pi }}\,}。由此可知激光的线宽也是时间相干性的反映，激光的线宽越窄则说明这束激光的时间相干性越高。
从相干时间可以进一步定义相干长度{\displaystyle \Delta L=c\Delta \tau \sim {\frac {{\bar {\lambda }}^{2}}{\Delta \lambda }}\,}，{\displaystyle \Delta \lambda \,}是波长的范围。对於两列光波的光程差接近或大于它们的相干长度时，干涉效应将难以发生。

#### 空间相干性
空间相干性是电磁波传播过程中在空间中两点的电场相关程度的反映，可以用互相关函数來描述:43-47。如果一束电磁波在空间中传播的同一波阵面上不同点的相位彼此间很相关，则认为这束电磁波有很强的空间相干性。例如，在一束激光的横截面上，向不同方向振荡的电场在相位变化上是高度一致的，即使这束激光的线宽很宽从而不具有很好的时间相干性。空间相干性是激光能够保持高度方向性的关键因素。
根据傅立叶光学，波源光强在二维平面上的分布的傅立叶变换，即是干涉条纹的可见度函数:573。从而对於线度为{\displaystyle b\,}的扩展光源，其可见度是一个Sinc函数，因而在距离为{\displaystyle R\,}的波阵面上，具有空间相干性的范围近似可表为:150-152
{\displaystyle {\mathcal {L}}\sim {\frac {R}{b}}\lambda \,}
这个距离被称为「縱向相干距離」，由此可定义「相干孔径角」{\displaystyle \Delta \theta ={\frac {d}{R}}={\frac {\lambda }{b}}\,}，也就是说在这个范围的光场内，波阵面上任意两点具有空间相干性。
由于杨氏双缝实验中条纹的可见度和狭缝在彼此连线上的扩展线度有很大关系，利用这个方法可以测量一些小光源的角幅度，这也正是迈克耳孙测星干涉仪的原理。

## 多光束干涉
对於入射光照射到平行平面板产生波幅分割等倾干涉的情形，由于从下表面反射的光有可能上表面再次反射，並且会有第三束透射光从上表面出射并与前两束光发生干涉。以此类推，如果平行平面板对电磁波的损耗可以忽略（介质对电磁波没有吸收或散射），則理论上会有无穷多束光从上表面出射，并且这些光彼此都是相干光:359-366。

### 平行平面板的多光束干涉

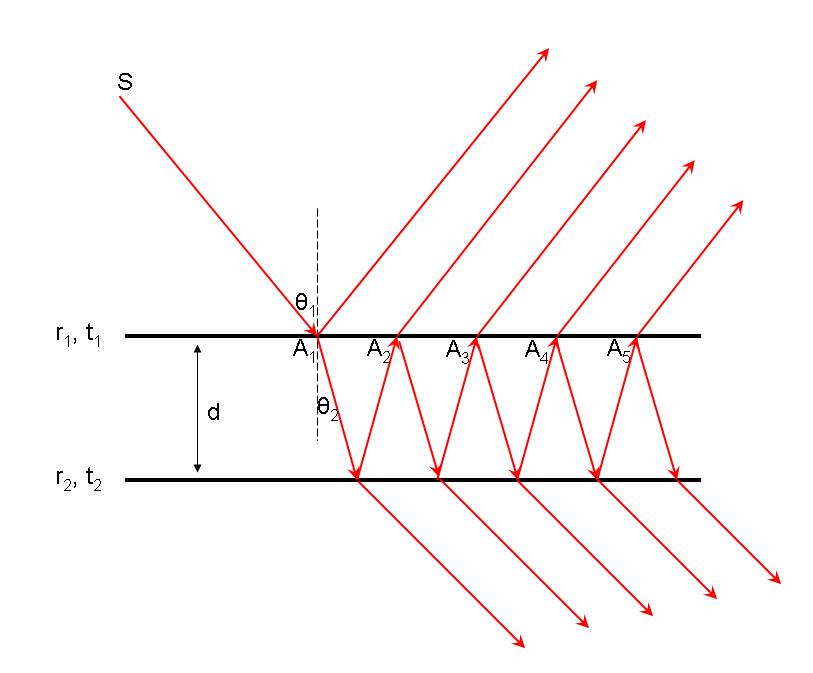
平行平面板的多光束干涉光路示意图

设平行平面板的折射率为{\displaystyle n\,}，厚度为{\displaystyle d\,}，入射的单色光倾角为{\displaystyle \theta _{1}\,}，折射角为{\displaystyle \theta _{2}\,}，则根据前面结论，相邻反射光或透射光之间的光程差为{\displaystyle \Delta L=2nd\cos \theta _{2}\,}，对应相位差为{\displaystyle \delta ={\frac {4\pi }{\lambda }}nd\cos \theta _{2}\,}。
如果要计算多束反射光或透射光的干涉，还需要计算这些光场的电场强度的矢量和（若用复振幅表示则为代数和）:360-366:59-63。对於平行平面板的上表面和下表面，都有特定的反射率（反射波振幅与入射波振幅之比）和透射率（透射波振幅与入射波振幅之比），这里设光波从周围介质进入板内的反射率和透射率分别为{\displaystyle r_{1}\,}、{\displaystyle t_{1}\,}，从板内进入周围介质的反射率和透射率分别为{\displaystyle r_{2}\,}、{\displaystyle t_{2}\,}。若入射波在入射点A1的复振幅为{\displaystyle A\,}，则从上表面反射出的各光束的复振幅依次为
{\displaystyle r_{1}A,\quad t_{1}t_{2}r_{2}Ae^{i\delta },\quad t_{1}t_{2}r_{2}^{3}Ae^{2i\delta },...\quad t_{1}t_{2}r_{2}^{(2p-3)}Ae^{i(p-1)\delta },\quad ...\,}
而忽略第一条透射波在平行平面板中传播产生的相移（因为它是一个在所有透射波中都会出现的常数），从下表面透射出的各光束的复振幅依次为
{\displaystyle t_{1}t_{2}A,\quad t_{1}t_{2}r_{2}^{2}Ae^{i\delta },\quad t_{1}t_{2}r_{2}^{4}Ae^{2i\delta },...\quad t_{1}t_{2}r_{2}^{(2p-2)}Ae^{i(p-1)\delta },\quad ...\,}
根据边界条件，光疏媒质到光密媒质有{\displaystyle \pi }的相移，而反过来则没有，因此存在关系{\displaystyle r_{1}=-r_{2}=r\,}。进而对所有反射光的复振幅求和，这是一个等比数列的无穷级数，结果为
{\displaystyle A_{r}={\frac {r[1-(r^{2}+t_{1}t_{2})e^{i\delta }]}{1-r^{2}e^{i\delta }}}A\,}
如果定义平行平面板的反射比为{\displaystyle R=r^{2}\,}，透射比{\displaystyle T=t_{1}t_{2}\,}。反射比和透射比是反射波和透射波的能量与入射波能量的比值，因此在忽略损耗的情形下需要满足能量守恒条件{\displaystyle R+T=1\,}。
由此可以将反射光的振幅表示为
{\displaystyle A_{r}={\frac {{\sqrt {R}}(1-e^{i\delta })}{1-Re^{i\delta }}}A\,}
反射光的光强是复振幅的模平方，其表达式为
{\displaystyle I_{r}={\frac {4R\sin ^{2}{\frac {\delta }{2}}}{(1-R)^{2}+4R\sin ^{2}{\frac {\delta }{2}}}}I\,}
在无损耗情形下透射光的光强可以直接用入射光强{\displaystyle I\,}减去反射光光强得到，也可以通过等比数列无穷级数求和：
{\displaystyle {\begin{aligned}A_{t}&={\frac {t_{1}t_{2}}{1-r_{2}^{2}e^{i\delta }}}A\\&={\frac {T}{1-Re^{i\delta }}}A\\I_{t}&={\frac {T}{(1-R)^{2}+4R\sin ^{2}{\frac {\delta }{2}}}}I\end{aligned}}}
反射光强与透射光强的表达式也被称作艾里函數。
根据透射光强的表达式，其干涉条件为
{\displaystyle 2nd\cos \theta _{2}=m\lambda \,}
当m是整数时有透射光强的极大值，m是半整数时有透射光强的极小值。由于光强分布与倾角{\displaystyle \theta _{2}\,}有关，因此得到的是等倾条纹。
通常在讨论反射光强和透射光强时，会引入一个参量{\displaystyle F={\frac {4R}{(1-R)^{2}}}\,}，从而得到平行平面板的反射率函数和透射率函数：
{\displaystyle {\frac {I_{r}}{I}}={\frac {F\sin ^{2}{\frac {\delta }{2}}}{1+F\sin ^{2}{\frac {\delta }{2}}}}\,}
{\displaystyle {\frac {I_{t}}{I}}={\frac {1}{1+F\sin ^{2}{\frac {\delta }{2}}}}\,}

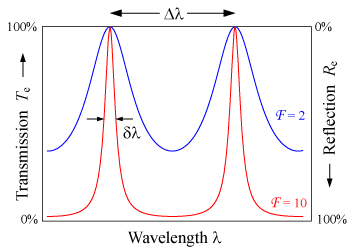
透射率函数与细度的关系，较高细度的透射函数（红色曲线）和较低细度的透射函数（蓝色曲线）比较起来，具有更锐的峰值以及更低的透射极小值。图中是平行平面板的自由光谱范围，是透射峰的半高宽。

反射率和透射率都是波长的函数，在透射率函数上两个相邻的透射峰值之间的波长间隔被称作自由光谱范围，它由下式给出:425：
{\displaystyle \Delta \lambda \approx {\frac {\lambda _{0}^{2}}{2nd\cos \theta _{2}}}}
其中{\displaystyle \lambda _{0}\,}是最近峰值的中心波长。
用自由光谱范围除以透射率函数的半高宽（峰值高度一半时的透射峰宽度），得到的值称作细度:423：
{\displaystyle {\mathcal {F}}={\frac {\Delta \lambda }{\delta \lambda }}={\frac {\pi }{2\arcsin(1/{\sqrt {F}})}}}.
对于较高的反射比（{\displaystyle R>0.5\,}），细度通常可近似为
{\displaystyle {\mathcal {F}}\approx {\frac {\pi {\sqrt {F}}}{2}}={\frac {\pi R^{1/2}}{1-R}}}
从这个公式可知反射比越高时细度越高，对应其透射峰的形状越锐利。注意到在平面板上下表面严格平行，入射光源为单色平面波的理想情形下，干涉条纹细度和入射倾角以及平面板上下表面距离都无关。

### 法布里－珀罗干涉仪

法布里－珀罗干涉仪的完整设置。

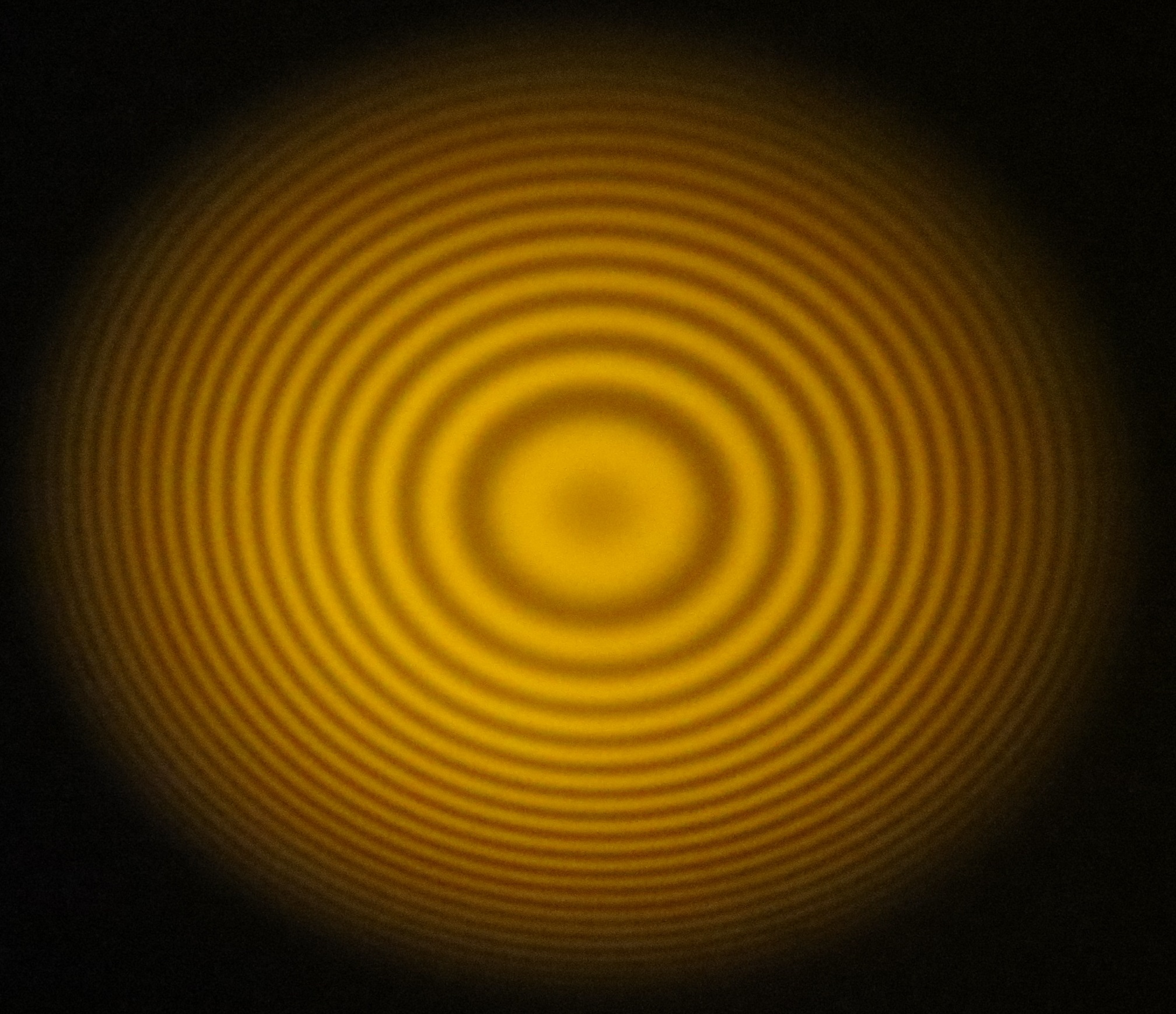
法布里－珀罗干涉儀清楚顯示出納D線的干涉条纹。

法布里－珀罗干涉仪是一种由两块平行的玻璃板组成的多光束干涉仪，本质和上节所述的平行平面板的干涉原理相同。其中两块玻璃板的内表面都有相当高的反射率，以确保得到细度足够高的干涉条纹。由于平行平面板只对特定波长的光有透射极大值，法布里－珀罗干涉仪能够对频率满足其共振条件的光进行透射或反射，并且能达到非常高的透射率和反射率，它因此也被称作「法布里－珀罗谐振腔」或「法布里－珀罗标准具」:366-370:61-62。
法布里－珀罗干涉仪被广泛应用於远程通信、激光、光谱学等领域，它主要用于精确测量和控制光的频率和波长。例如，在光学吸收波长计中就使用了数台法布里－珀罗干涉仪的组合:201-204。此外，在激光领域法布里－珀罗干涉仪还被用来抑制谱线的展宽，从而获得单模激光:900-901:591-592，而在引力波探测中法布里－珀罗干涉仪和迈克耳孙干涉仪组合使用，通过使光子在谐振腔内反复振荡增加了迈克耳孙干涉仪的干涉臂的有效长度:sec 3.3。
如要观察到法布里－珀罗干涉仪的等倾干涉条纹，要在透射光的传播方向上垂直放置一透镜，当透镜光轴垂直于屏时，等倾干涉的条纹是一组同心圆，圆心对应着正入射透射光的焦点。此时由于是正入射，{\displaystyle \theta _{2}=0\,}，在干涉条件中{\displaystyle m\,}有最大值{\displaystyle m_{0}\,}:366-370：
{\displaystyle m_{0}={\frac {2nd}{\lambda }}\,}
一般情况下{\displaystyle m_{0}\,}不是整数，如将其整数部分设为{\displaystyle m_{1}\,}，小数部分设为{\displaystyle e\,}，即{\displaystyle m_{0}=m_{1}+e\,}，则从中心亮纹数起，外圈第{\displaystyle p\,}个亮纹的角半径为
{\displaystyle \theta _{p}={\sqrt {\frac {n\lambda }{d}}}{\sqrt {p-1+e}}\,}
从而圆条纹的直径{\displaystyle D_{p}\,}满足
{\displaystyle D_{p}^{2}=(2f\theta _{p})^{2}={\frac {4n\lambda f^{2}}{d}}(p-1+e)\,}
其中{\displaystyle f\,}是透镜焦距。
法布里－珀罗干涉仪的三个重要特征参量是细度（自由光谱范围和透射峰的半高宽之比）、峰值透射率（透射光强和入射光强之比的最大值）、衬比因子（透射光强与入射光强之比的最大值和最小值之比），但由于反射比越高时细度才会越高，因此峰值透射率和细度/衬比因子不能同时都很高。

## 量子干涉

用每次发射单个电子进行的双缝实验，用光子得到的结果也类似于此。本图描述的是随时间的累积，到达屏幕的电子的分布情况。

1905年至1917年间，爱因斯坦通过马克斯·普朗克的能量量子化假设和对光电效应的解释，在《关于光的产生和转化的一个试探性的观点》、《论我们关于辐射的本性和组成的观点的发展》、《论辐射的量子理论》等论文中提出电磁波的能量由不连续的能量子组成，这些能量子被称为光量子（光子）。:xiii因此，电磁辐射必须同时具有波动性和粒子性两种自然属性，这被称作波粒二象性。自罗伯特·密立根於1916年完成了光电效应的一系列实验，以及阿瑟·康普顿於1923年观察到了X射线被自由电子的散射，并於1926年测定了光子的动量，物理学界都逐渐接受了电磁波也具有粒子性的这一事实:67-68, 161。
然而，如果从光子的角度来理解干涉现象，就会出現一些令人費解的问题，例如，当两束相干光中对应的两个光子彼此发生干涉时，相长干涉的场合需要从两个光子中产生出四个光子，相消干涉的场合则需要两个光子彼此抵消，这违反了能量守恒定律:253-254:9。
对於这一问题的解釋，量子力学的哥本哈根诠释认为光子的干涉是单个光子波函数的几率幅叠加，波函数是一种几率波，其复振幅（几率幅）的模平方正比於对应的状态发生的几率:253-254。以双缝干涉为例，对於每个光子而言，其量子態{\displaystyle |\psi \rangle \,}为从两条狭缝中的每一条经过的量子态的叠加:94-99：
{\displaystyle |\psi \rangle =(|\psi _{1}\rangle +|\psi _{2}\rangle )/{\sqrt {2}}\,}
其中，正交歸一的態向量{\displaystyle |\psi _{1}\rangle \,}、{\displaystyle |\psi _{2}\rangle \,}分别对应从狭缝1、狭缝2经过的量子态。
光子從這兩條狹縫抵達光檢測器的量子態{\displaystyle |S(\theta )\rangle \,}為
{\displaystyle |S(\theta )\rangle =(|\psi _{1}\rangle +e^{i\theta }|\psi _{2}\rangle )/{\sqrt {2}}\,}
其中，{\displaystyle \theta \,}是由於光子從狹縫1或狹縫2抵達光檢測器的光程差所造成的相位差。
所以，光检测器探测到这一光子的概率{\displaystyle p(\theta )\,}為
{\displaystyle p(\theta )=|\langle S(\theta )|\psi _{1}\rangle |^{2}=(1+\cos(\theta ))/2\,}
由於概率有相位差的諧和函數項，光检测器探测到的光子分佈狀況，從統計上看也就是光檢測器探測到的光強，會顯示出干涉條紋。这結果和经典的电磁波的矢量叠加結果非常相似——实际上，如果用电磁场来表示光子的波函数，在形式上能得到和经典干涉相同的结论。然而，这种等效从根本上是错误的，因为电磁场是一个可观测量，而波函数在哥本哈根诠释中是一个不可观测量；从光子角度所看到的双缝实验是单个光子本身几率波的干涉，而几率也是单个光子出现在特定量子态的几率，而不是位於特定量子态的光子数量。关於这一点，保罗·狄拉克在《量子力学原理》中做了说明:9：
|  | 在量子力学发现之前不久，人们就已了解到，光波和光子之间的联系必定具有统计性质。然而，他们没有清楚地了解到，波函数告诉我们的是在某特定位置單獨光子出現的概率，而不是在那位置可能出現的光子数量。这一区别的重要性可以用以下方法看清楚。假設我们令大量光子形成的光束分裂为两个强度相等的組分。按照光束的强度与其中可能的光子数目相联系的假定，我们就会得到，每一組分的光子數量應該是总数量的一半。现在，如果使这两組分互相干涉，我们就得要求，在一組分中的一個光子能够与另一組分的一個光子互相干涉。在某些情况下，这两个光子會要互相抵消，而在另一些情况下，它们會要产生四个光子。但这不符合能量守恒。新理论把波函数与光子出現的概率联系起来，就克服了这一困难，因为这个理论认定，每一光子都是部分地走入了這两个組分的每一個組分。这样，每一个光子只与它自己发生干涉。从来不会出现两个不同的光子之间的干涉。 |

## 外部連結
- 模拟干涉的Java程序
- Flash演示波的叠加 （页面存档备份，存于）
- 利萨茹曲线：音程、拍频、干涉和振动弦的互动演示 （页面存档备份，存于）